# IC 2604
IC 2604 — галактика типу SBm () у сузір'ї Малий Лев.
Цей об'єкт міститься в оригінальній редакції індексного каталогу.